# Justus Christoffer von Schoting
Justus Christoffer von Schoting, född 24 oktober 1780 i Husby i Husby-Rekarne socken, Södermanlands län, död 15 mars 1847 på Fluxerum i Karlstorps socken, Jönköpings län, var en svensk militär.
Justus Christoffer von Schoting var son till kapten Adam Jacob von Schoting och Catharina von Hauswolff. Han blev sergeant vid Södermanlands regemente 1795, page vid kungliga hovet 1798, kornett vid Södra skånska kavalleriregementet 1799, löjtnant i armén 1802, ryttmästare vid Skånska karabinjärregementet 1810, tredje major där 1816, överstelöjtnant vid Skånska dragonregementet 1821 och överste i armén 1828. von Schoting var överste och chef för Skånska dragonregementet 1835–1840 och blev generaladjutant 1838. von Schoting blev riddare av Svärdsorden 1818.